# Baltische staten

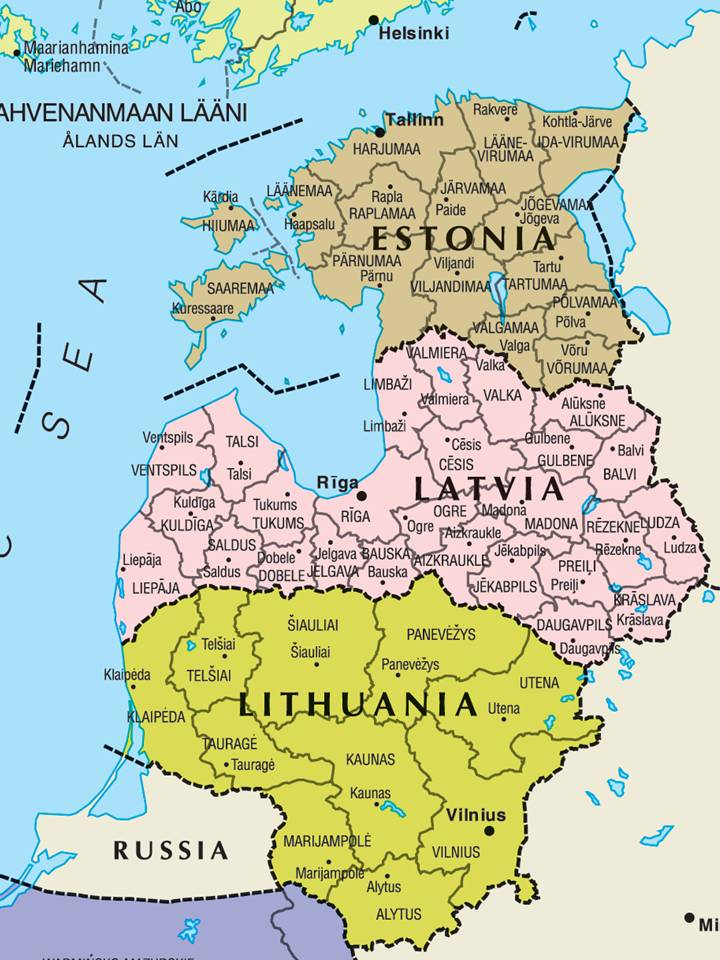
Baltische staten. Van noord naar zuid: Estland, Letland en Litouwen

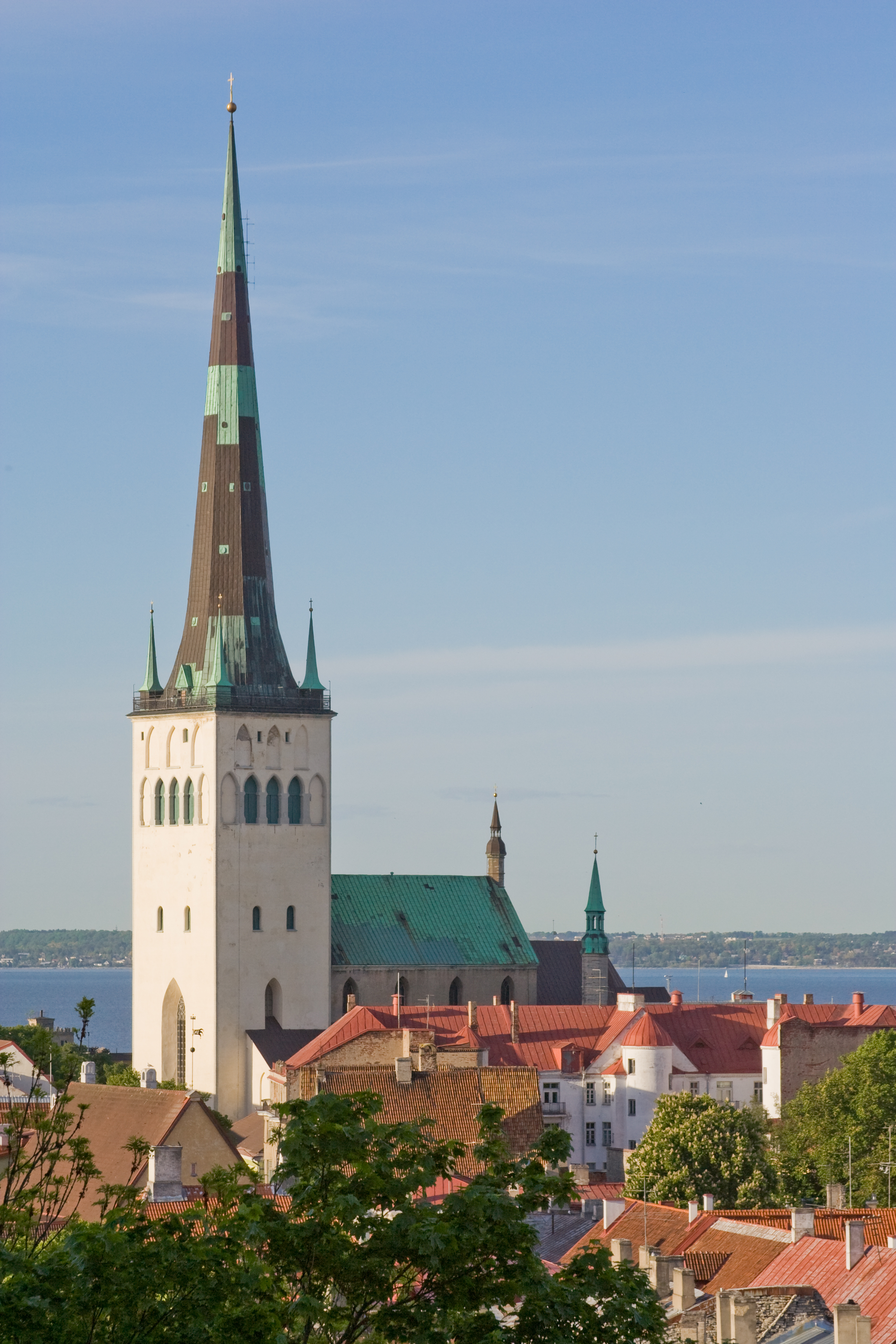
Sint-Olafkerk, Tallinn, Estland

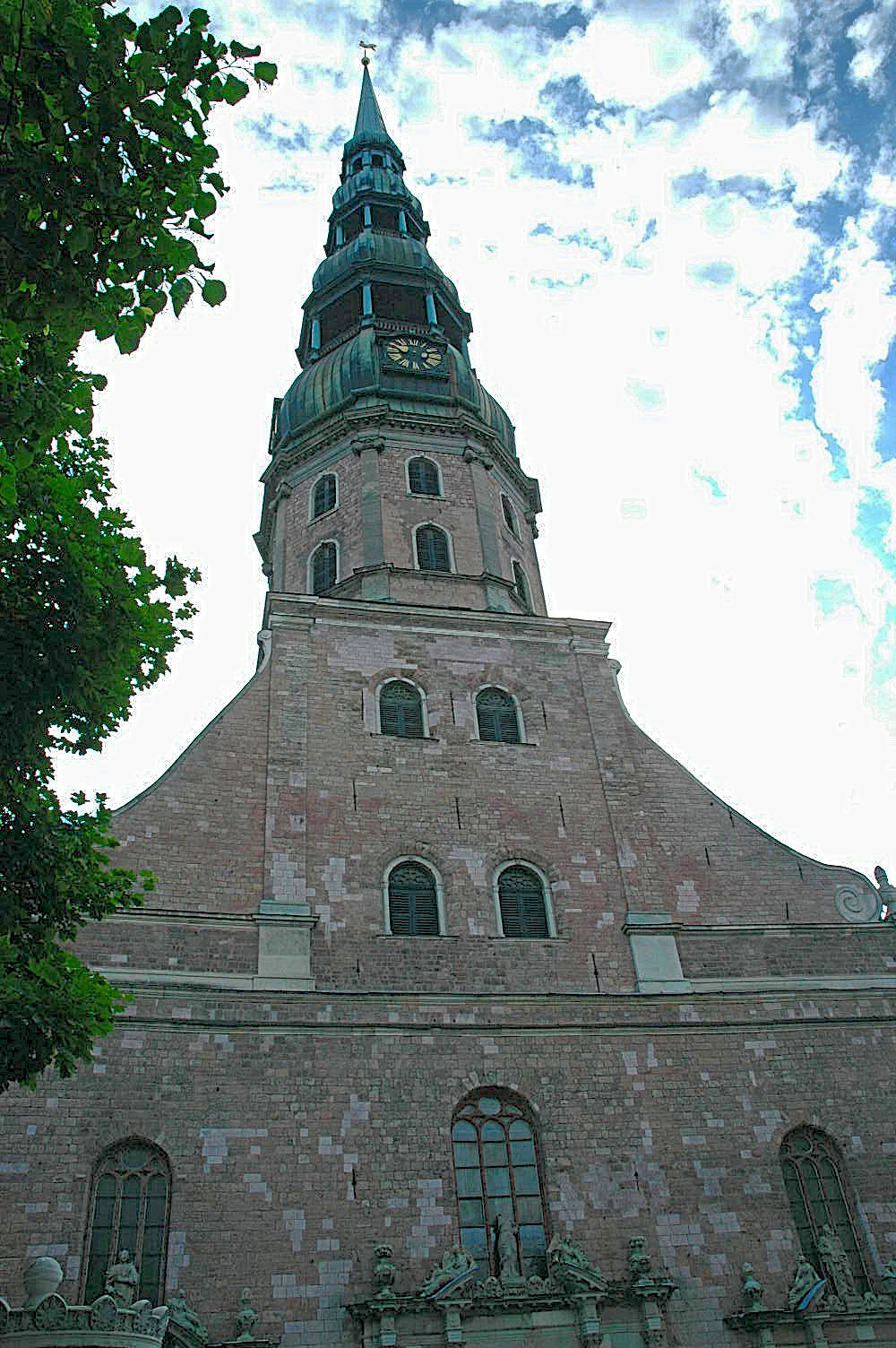
Sint Peterskerk, Riga, Letland

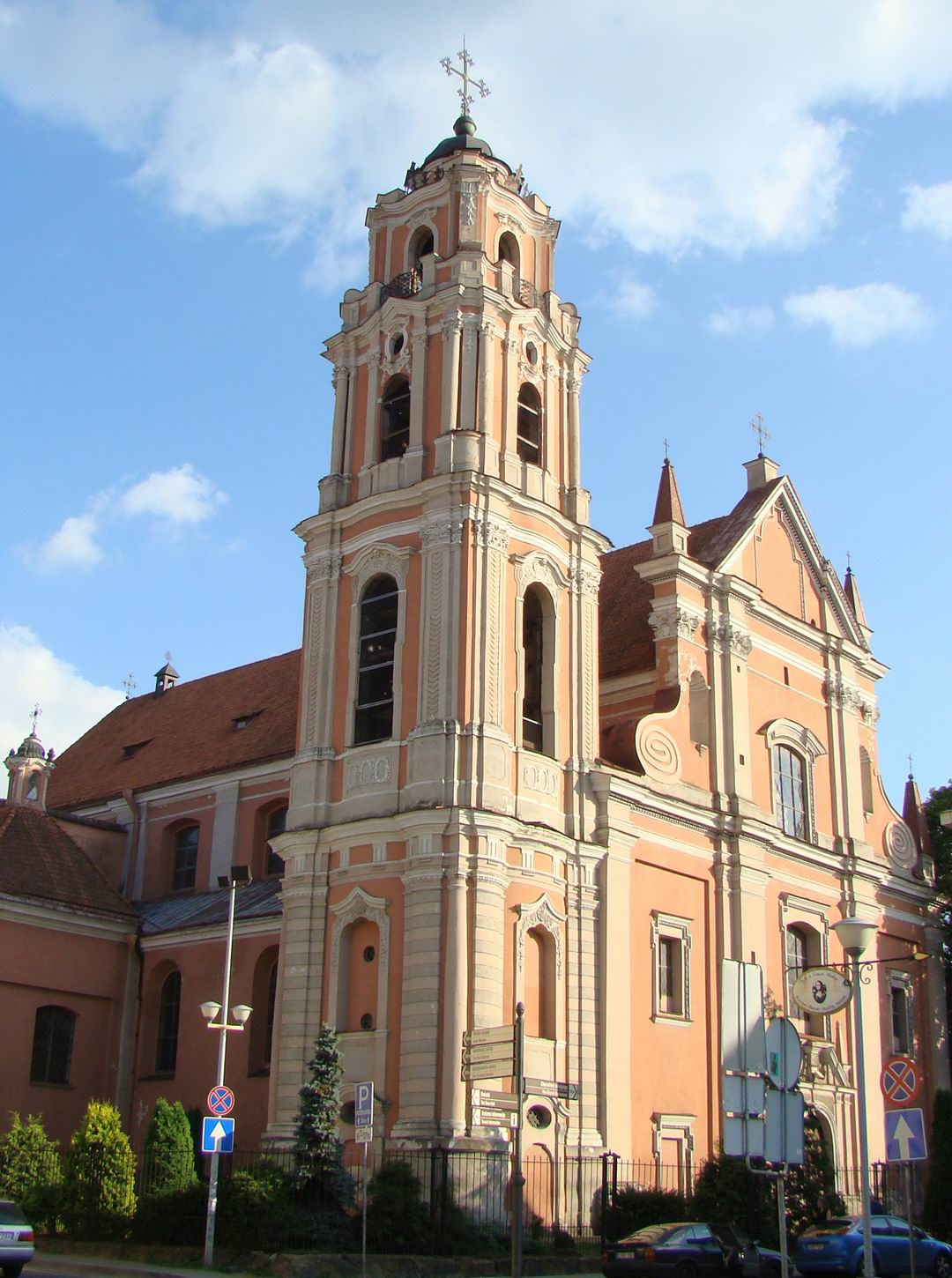
Allerheiligenkerk, Vilnius, Litouwen

De Baltische staten of Oostzeelanden (ook wel Balticum genoemd) (Estisch: Balti riigid, Baltimaad, Lets: Baltijas valstis, Litouws: Baltijos valstybės)  zijn de landen aan de oostkust van de Oostzee. Het zijn van noord naar zuid en in oplopende grootte Estland, Letland en Litouwen. Ze worden tot Noord-Europa gerekend, maar ook wel tot Oost-Europa.
Oorspronkelijk werd de term gebruikt voor de aan de Oostzee gelegen delen van het voormalige keizerrijk Rusland die na de Eerste Wereldoorlog en het uiteenvallen van Rusland zelfstandig werden, te weten Finland, Estland, Letland en Litouwen. Later werd de benaming gebruikt voor de weer door de Sovjet-Unie geannexeerde landen, dus zonder Finland.

## Vergelijking
De Baltische staten hebben naast hun ligging en hun vergelijkbare grootte gemeen dat ze zich alle drie aan het eind van de Eerste Wereldoorlog losmaakten van Rusland, dat toen in een burgeroorlog verwikkeld was. Tussen 1918 en 1940 waren ze onafhankelijke republieken. In het Molotov-Ribbentroppact van 1939 kwamen nazi-Duitsland en de Sovjet-Unie overeen dat de Baltische staten in de invloedssfeer van de Sovjet-Unie mochten komen. In juni 1940 werden ze door de Sovjets bezet, om in 1991 opnieuw onafhankelijk te worden. De drie landen zijn parlementaire republieken, die samen het Baltische Assemblee oprichtten. In 2004 traden ze toe tot de Europese Unie en de NAVO.
Er zijn echter ook veel verschillen. Litouwen is overwegend rooms-katholiek en was ooit de kern van een groot rijk, het Grootvorstendom Litouwen. Dit werd later deel van het Pools-Litouwse Gemenebest, waardoor het een grote Poolse invloed had. Estland en Letland (met uitzondering van Letgallen) zijn overwegend lutheraans, en hadden eeuwenlang te maken met een Duitse elite. Wel zijn dit twee vormen van westers christendom, in tegenstelling tot bijvoorbeeld de Russisch-Orthodoxe Kerk die tot het oosters christendom behoort. Ook deze kerk is in de Baltische landen vertegenwoordigd, voornamelijk onder de Russischtalige minderheid. Alleen Estland heeft, naast een Russisch-orthodoxe kerk die onder het patriarchaat Moskou valt en voornamelijk Russen onder haar gelovigen telt, een orthodoxe kerk waarvan de meeste gelovigen Esten zijn: de Estische Apostolisch-Orthodoxe Kerk.
Taalkundig staan de Letten en de Litouwers dicht bij elkaar, zij spreken Baltische talen. De Esten spreken echter, evenals de Finnen en Hongaren, een Fins-Oegrische taal.

### Statistieken
| Vlag | Naam     | Hoofdstad | Oppervlakte | Taal    | Munteenheid |
| ---- | -------- | --------- | ----------- | ------- | ----------- |
|      | Estland  | Tallinn   | 45.339 km²  | Estisch | Euro        |
|      | Letland  | Riga      | 64.562 km²  | Lets    | Euro        |
|      | Litouwen | Vilnius   | 65.300 km²  | Litouws | Euro        |